# Фридрих Вильгельм II (князь Нассау-Зигена)
Фридрих Вильгельм II Нассау-Зигенский (нем. Friedrich Wilhelm II. von Nassau-Siegen; 11 ноября 1706, Зиген — 11 ноября 1734, Зиген) — последний князь Нассау-Зигена из протестантской ветви (1722—1734).

## Биография
Родился 11 ноября 1706 года в Зигене, столице княжества Нассау-Зиген. Старший сын Фридриха Вильгельма Адольфа (1680—1722), князя Нассау-Зигена (1707—1722), и Елизаветы Гессен-Хомбургской (1681—1707).
13 февраля 1722 года после смерти своего отца 16-летний Фридрих Вильгельм унаследовал титул князя Нассау-Зиген, но не смог вывести своё княжество из финансового кризиса.
11 ноября 1734 года 28-летний князь Фридрих Вильгельм Нассау-Зиген скончался в Зигене, не оставив мужских потомков. Император Священной Римской империи Карл VI передал княжество Нассау-Зиген голландскому штатгальтеру Вильгельму IV Оранскому (1711—1751).

## Брак и дети
23 сентября 1728 года Фридрих Вильгельм II женился на Софии Поликсене Конкордии фон Сайн-Витгенштейн-Хоэнштайн (28 мая 1709 — 15 декабря 1781), третьей дочери графа Августа Давид цу Сайн-Витгенштейн-Хоэнштайна (1663—1735). У них было пять дочерей:
- София Шарлотта (6 июня 1729 — 2 апреля 1759), муж с 1748 года граф Карл Эрнест Пауль Бентхайм-Штайнфурт (1729—1780)
- Фредерика Вильгельмина (3 апреля 1730 — 18 ноября 1733)
- Мария Элеонора Конкордия (2 марта 1731 — 20 апреля 1759)
- Фредерика Августа (1 июня 1732 — 23 марта 1733)
- Анна Екатерина Шарлотта Августа (19 июня 1734 — 9 июня 1759).